# Sarek (musikalbum)
Sarek utkom i april 2004 och är den svenska etnopopgruppen Sareks andra studioalbum.

## Låtlista
1. Före stormen
2. Strömpolska
3. Bäckamannens brud
4. Älvorna
5. Sommarens vackraste vals
6. Törst
7. Medan stjärnorna vandrar
8. Inland
9. Det är du
10. Nu grönskar det
11. Snart är han här
12. Genom eld och vatten (bonusspår)

## Listplaceringar
| Lista (2004) | Topplacering                |
| ------------ | --------------------------- |
| Sverige      | Sverige (Sverigetopplistan) |

### Fotnoter
1. ↑  ”Svensk mediedatabas”. http://smdb.kb.se/catalog/id/001432058. Läst 24 juni 2011.
2. ↑  "Swedishcharts.com - Sarek - Sarek". Sverigetopplistan. Hung Medien.